# La Ferté-Hauterive
La Ferté-Hauterive és un municipi francès, situat al departament de l'Alier i a la regió d'Alvèrnia-Roine-Alps. L'any 2007 tenia 267 habitants.

## Demografia

### Població
El 2007 la població de fet de La Ferté-Hauterive era de 267 persones. Hi havia 106 famílies de les quals 28 eren unipersonals (24 homes vivint sols i 4 dones vivint soles), 31 parelles sense fills, 43 parelles amb fills i 4 famílies monoparentals amb fills.
La població ha evolucionat segons el següent gràfic:
Habitants censats

### Habitatges
El 2007 hi havia 135 habitatges, 105 eren l'habitatge principal de la família, 5 eren segones residències i 25 estaven desocupats. 111 eren cases i 24 eren apartaments. Dels 105 habitatges principals, 72 estaven ocupats pels seus propietaris, 32 estaven llogats i ocupats pels llogaters i 1 estava cedit a títol gratuït; 1 tenia dues cambres, 20 en tenien tres, 28 en tenien quatre i 56 en tenien cinc o més. 35 habitatges disposaven pel capbaix d'una plaça de pàrquing. A 47 habitatges hi havia un automòbil i a 49 n'hi havia dos o més.

### Piràmide de població
La piràmide de població per edats i sexe el 2009 era:
| Homes | Edats   | Dones |
| ----- | ------- | ----- |
| 0     | 95 o +  | 0     |
| 0     | 90 a 94 | 0     |
| 0     | 85 a 89 | 4     |
| 0     | 80 a 84 | 4     |
| 8     | 75 a 79 | 12    |
| 4     | 70 a 74 | 0     |
| 12    | 65 a 69 | 8     |
| 4     | 60 a 64 | 4     |
| 0     | 55 a 59 | 8     |
| 16    | 50 a 54 | 8     |
| 8     | 45 a 49 | 4     |
| 16    | 40 a 44 | 20    |
| 20    | 35 a 39 | 8     |
| 8     | 30 a 34 | 16    |
| 8     | 25 a 29 | 4     |
| 0     | 20 a 24 | 8     |
| 20    | 15 a 19 | 20    |
| 12    | 10 a 14 | 12    |
| 12    | 5 a 9   | 8     |
| 12    | 0 a 4   | 16    |

## Economia
El 2007 la població en edat de treballar era de 174 persones, 129 eren actives i 45 eren inactives. De les 129 persones actives 121 estaven ocupades (66 homes i 55 dones) i 8 estaven aturades (3 homes i 5 dones). De les 45 persones inactives 18 estaven jubilades, 16 estaven estudiant i 11 estaven classificades com a «altres inactius».

### Ingressos
El 2009 a La Ferté-Hauterive hi havia 112 unitats fiscals que integraven 275 persones, la mediana anual d'ingressos fiscals per persona era de 16.860 €.

### Activitats econòmiques
Dels 10 establiments que hi havia el 2007, 1 era d'una empresa de fabricació de material elèctric, 1 d'una empresa de construcció, 3 d'empreses de comerç i reparació d'automòbils, 1 d'una empresa de transport, 3 d'empreses d'hostatgeria i restauració i 1 d'una empresa de serveis.
Dels 3 establiments de servei als particulars que hi havia el 2009, 1 era un taller de reparació d'automòbils i de material agrícola, 1 lampisteria i 1 restaurant.
L'any 2000 a La Ferté-Hauterive hi havia 16 explotacions agrícoles.

## Equipaments sanitaris i escolars
El 2009 hi havia una escola elemental integrada dins d'un grup escolar amb les comunes properes formant una escola dispersa.

## Poblacions més properes
El següent diagrama mostra les poblacions més properes.